# Línea 11 (Maldonado)
La línea 11 fue una línea de transporte colectivo del departamento de Maldonado, Uruguay. Tenía dos ramales, uno que partía de la terminal de Maldonado y otro que lo hacía desde Punta del Este, ambos con mismo destino (barrio Hipódromo). Fue servida en un principio por Olivera Hnos, hasta que en 2010 se fusionó con CODESA y pasó a prestarlos desde ese entonces.
El 1 de abril de 2018, y tras un planteo de CODESA aceptado por la propia Intendencia Departamental, la línea dejó de estar operativa.

## Recorridos

### Ramal Terminal Maldonado
Los tramos de ida y vuelta correspondientes a la variante de la terminal Maldonado eran los siguientes.

#### Ida
Hipódromo, Mayas, Guenoas, Mapuches, Ruta 39, Av. Batlle y Ordóñez, Agencia Maldonado, Av. Batlle y Ordoñez, Garzón, Barrio Granja Cuñetti, Av. W. Ferreira Aldunate, Venecia, Cardenales, Colibríes, Faisanes, Messina, Génova, Bologna, Calabria, Messina, Av. Lussich, Prof. Alfredo Chiossi, Cont. Av. Lavalleja, Ventura Alegre, Hospital Maldonado, Arazá, Ituzaingó, Av. J. de Viana, 25 de Mayo, 18 de Julio, San José, Terminal Maldonado.

#### Vuelta
Explanada Terminal Maldonado, Av. Roosevelt, Av. Camacho, Dodera, Pérez del Puerto, Av. J. de Viana, Ventura Alegre, Cont. Av. Lavalleja, Av. Lussich, Messina, Calabria, Bologna, Génova, Messina, Faisanes, Colibríes, Cardenales, Venecia, Av. W. Ferreira Aldunate, Barrio Granja Cuñetti, Garzón, Av. Batlle y Ordoñez, Agencia Maldonado, Av. Batlle y Ordóñez, Ruta 39, B° Hiódromo, Mapuches Guenoas, Mayas.

### Ramal Punta del Este
El siguiente recorrido correspondía a la partida de la terminal ubicada en Punta del Este. Nótese que para la vuelta, el mismo cambiaba dependiendo de la época del año.

#### Ida
Hipódromo, Mayas, Guenoas, Mapuches, Ruta 39, Av. Batlle y Ordóñez, Agencia Maldonado, Av. Batlle y Ordoñez, Garzón, Barrio Granja Cuñetti, Av. W. Ferreira Aldunate, Venecia, Cardenales, Colibríes, Faisanes, Messina, Génova, Bologna, Calabria, Messina, Av. Lussich, Prof. Alfredo Chiossi, Cont. Av. Lavalleja, Ventura Alegre, Hospital Maldonado, Arazá, Ituzaingó, Av. J. de Viana, 25 de Mayo, 18 de Julio, San José, Terminal Maldonado, Av. Acuña de Figueroa, Av. Francia, Av. Pedragosa Sierra, Av. Roosevelt, Rbla. Lorenzo Batlle, Av. Chiverta, Av. Francisco Salazar, Rbla. Gral. Artigas (brava), El Mesana (24), La Salina (9), 2 de Febrero (10), Capitán Miranda (7).

#### Vuelta
Capitán Miranda (7), El Foque (14), Rbla. Gral. Artigas (mansa), El Remanso (20), Rbla. Claudio Williman (mansa), Emilio Sader, Av. Francisco Salazar, Av. Chiverta, Rbla. Lorenzo Batlle, Av. Roosevelt, Av. Pedragosa Sierra, Av. Francia, Av. Acuña de Figueroa, Av. Roosevelt, Explanada Terminal Maldonado, Av. Roosevelt, Av. Camacho, Dodera, Pérez del Puerto, Av. J. de Viana, Ventura Alegre, Cont. Av. Lavalleja, Av. Lussich, Messina, Calabria, Bologna, Génova, Messina, Faisanes, Colibríes, Cardenales, Venecia, Av. W. Ferreira Aldunate, Barrio Granja Cuñetti, Garzón, Av. Batlle y Ordoñez, Agencia Maldonado, Av. Batlle y Ordóñez, Ruta 39, B° Hiódromo, Mapuches Guenoas, Mayas.